# Gwyneth Dunwoody

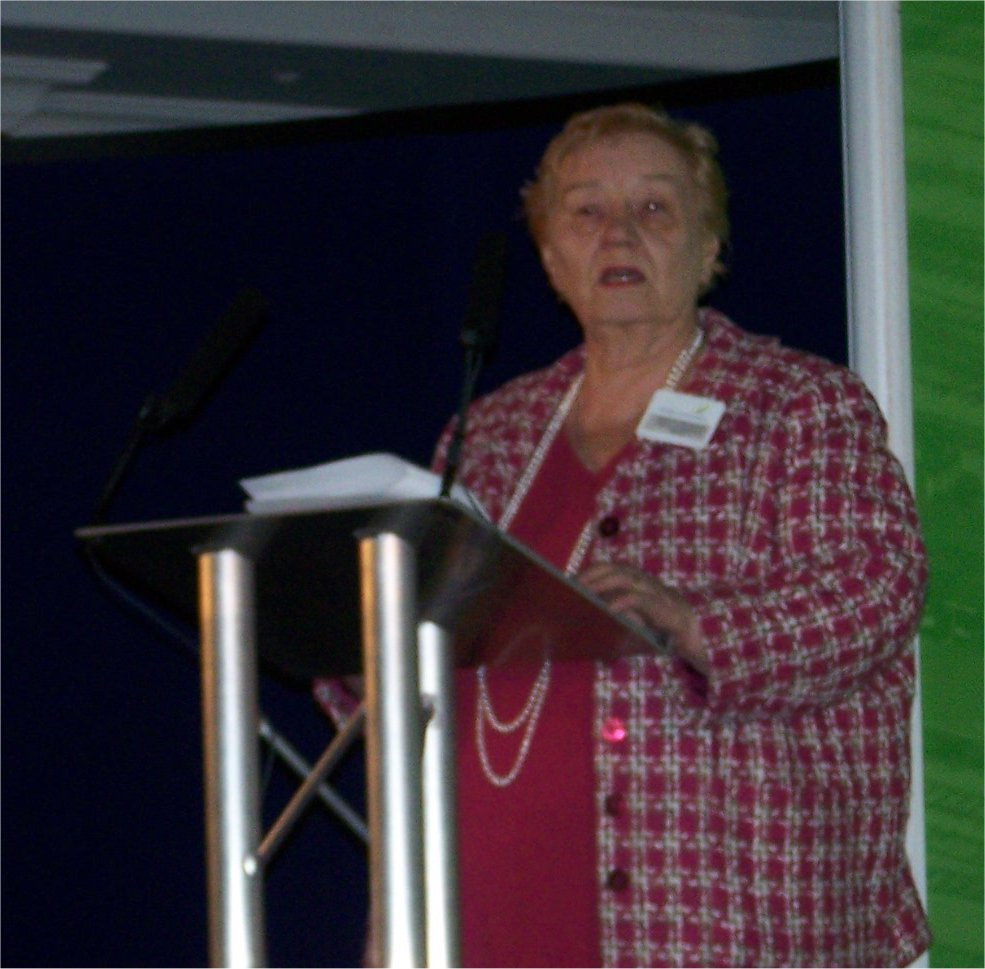
Gwyneth Dunwoody

Gwyneth Patricia Dunwoody (geboren als Phillips) (* 12. Dezember 1930 in Fulham; † 17. April 2008) war eine britische Politikerin, Mitglied des britischen House of Commons von 1966 bis 2008 und Mitglied der Labour Party.

## Biografie
Dunwoody wurde 1930 in Fulham als Tochter von Morgan Phillips und Norah Phillips geboren. Sie gehörte einer erfahrenen politischen Dynastie an: Ihr Vater, Morgan Phillips, war ein ehemaliger Kohlenminenarbeiter, der zwischen 1944 und 1962 als Generalsekretär der Labour Party arbeitete. Ihre Mutter, Norah Phillips, war ein ehemaliges Mitglied des London County Council, die 1964 als Life Peer zu einer Mitgliedschaft auf Lebenszeit im House of Lords berufen wurde. Ihre beiden Großmütter waren Suffragetten und alle vier Großeltern waren Loyalisten der Labour-Partei.

## Politische Tätigkeit
1946 trat sie der Labour Party bei und war ein loyales und sehr aktives Parteimitglied. 1963 bis 1966 gehörte sie dem Totnes Borough Council an, bevor sie 1966 Abgeordnete im House of Commons wurde. 1966 bis 1970 vertrat Dunwoody den Wahlbezirk Exeter. Nachdem sie ihren Sitz im House of Commons 1970 verloren hatte, wurde sie für die nächsten vier Jahre Director der Film Production Association of Great Britain. 1974 wurde sie für den Wahlbezirk Crewe erneut Abgeordnete im House of Commons. Ab 1983 dann für den Wahlbezirk Crewe and Nantwich. 
Neben ihrer Tätigkeit als Abgeordnete im britischen Unterhaus war Gwyneth Dunwoody 1974 bis 1979 Mitglied des Europäischen Parlaments.

## Privates
1954 heiratete sie John Dunwoody. 1975 ließen sich Dunwoody und ihr Mann scheiden. Aus der Ehe mit John Dunwoody gingen eine Tochter, Tamsin Dunwoody, und zwei Söhne hervor. 
Dunwoody starb am 17. April 2008 nach einer Operation am Herzen.